# Zimna Woda (Nawojowa Góra)
Zimna Woda – północno-zachodnia część wsi Nawojowa Góra w Polsce, położona w województwie małopolskim, w powiecie krakowskim, w gminie Krzeszowice. 
W latach 1975–1998 Zimna Woda administracyjnie należała do województwa krakowskiego.
Od 1997 r. miejscowość została pozbawiona fragmentu północno-wschodniej Zimnej Wody (za rzeką Krzeszówką), którą przyłączono do miasta Krzeszowice. Istniał tu kamieniołom wapienia – głęboki na 8 m, w 2011 r. został całkowicie zasypany, wapiennik został wyburzony w latach 90. XX wieku. 11 listopada 1989 r. odsłonięto pamiątkowy głaz z inskrypcją. Zaprojektował go Marian Konarski. Stał on na wapiennej górce przy drodze krajowej nr 79, nieopodal miejsca, gdzie stał pierwotny Pomnik Niepodległości odsłonięty 11 listopada 1934 roku. Obecnie (2014) teren ten został zniwelowany, a głaz usunięty.